# Diocesi di Foro Flaminio
La diocesi di Foro Flaminio (in latino: Dioecesis Foroflaminiensis) è una sede soppressa e sede titolare della Chiesa cattolica.

## Storia
L'antica Forum Flaminii, corrispondente all'odierna San Giovanni Profiamma, frazione del comune di Foligno, fu una sede vescovile attestata nel III secolo e scomparsa in seguito alle distruzioni operate dal passaggio delle truppe longobarde nella prima metà dell'VIII secolo.
Secondo Burchi, che riprende le parole dello studioso faentino Francesco Lanzoni, protovescovo della diocesi di Forum Flaminii è san Feliciano, come racconta la sua passio, scritta tra VI e VII secolo. Benché questa contenga elementi fantasiosi che non meritano la fiducia degli storici, «nelle sue linee principali potrebbe essere vera», perché scritta in un'epoca in cui «i dittici di Forum Flaminii probabilmente esistevano ancora; quindi la prerogativa di protovescovo non incontra serie difficoltà». La stessa passio racconta che Feliciano morì e fu sepolto a Foligno, dove è venerato come santo patrono.
Il primo vescovo storicamente documentato è Bonifacio, che prese parte al concilio celebrato da papa Simmaco il 6 novembre del 501 o 502, durante il quale fu presa la decisione di interdire l'alienazione dei beni della Chiesa. Bonifacio è assente nella lista delle presenze al concilio, ma è presente in quella delle sottoscrizioni conciliari al 51º posto, tra i vescovi Venerioso di Spello e Sebastiano di Sora.
Non sono noti altri vescovi di Forum Flaminii fino alla seconda metà del VII secolo, quando Decenzio prese parte al concilio romano del 680 voluto da papa Agatone per condannare l'eresia monotelita che ancora divideva le Chiese cristiane. Decenzio sottoscrisse la lettera sinodale tra Floro di Foligno e Giovanni di Norcia.
In seguito non si hanno più notizie della diocesi e dei vescovi di Forum Flaminii. Nella bolla di papa Innocenzo II del 1138, con la quale vennero definiti i confini e la giurisdizione dei vescovi di Foligno, appare anche la plebs S. Joannis de Foroflamini cum ecclesiis suis; Sbaraglia ne deduce che l'antica cattedra episcopale dei vescovi di Forum Flaminii fosse dedicata a San Giovanni.
Dal 1966 Foro Flaminio è annoverata tra le sedi vescovili titolari della Chiesa cattolica; dal 9 giugno 1990 il vescovo titolare è Angelo Mascheroni, già vescovo ausiliare di Milano.

## Cronotassi

### Vescovi residenziali
- San Feliciano † (prima metà del III secolo)
- Bonifacio † (menzionato nel 501 o 502)
- Decenzio † (menzionato nel 680)

### Vescovi titolari
- Pietro Gazzoli † (3 febbraio 1968 - 17 febbraio 1990 deceduto)[7]
- Angelo Mascheroni, dal 9 giugno 1990